# کریستل کرانتس
کریستل کرانتس (انگلیسی: Christl Cranz; ۱ ژوئیهٔ ۱۹۱۴ – ۲۸ سپتامبر ۲۰۰۴) اسکی‌باز آلپاین اهل آلمان بود.